# كريستي أليوت
كريستي أليوت (بالإنجليزية: Christy Elliot)‏ هو لاعب اتحاد الرغبي بريطاني، ولد في 24 فبراير 1933.